# Огурцы (Красноярский край)
Огурцы — деревня в Абанском районе Красноярского края России. Входит в состав Устьянского сельсовета.

## История
Деревня Огурцы была основана в 1670 году. По ревизским сказкам IX (1850г) в деревне Огурчиковой было: 40 дворов, 87 и 93 мужских и женских душ. Она входила в состав в Устьянской волости Канского уезда, Енисейской губернии.  Основателями деревни по праву могут называться Хетчиковы, которые имели там - 13 дворов, за ними шли Пакулевы: 5 дворов. По следующей ревизии 1858 года количество жителей увеличилось до 97+109 человек.

По данным 1926 года в деревне имелось 201 хозяйство и проживало 979 человек (в основном — русские). В административном отношении Огурцы являлись центром сельсовета Устьянского района Канского округа Сибирского края и в состав входила деревня Михайловка. Деревня в те годы имела школу первого уровня и лавку общества потребителей.

## География
Деревня находится в восточной части Красноярского края, на левом берегу реки Усолка, на расстоянии приблизительно 17 километров (по прямой) к юго-западу от посёлка Абан, административного центра района. Абсолютная высота — 219 метров над уровнем моря.

## Население
| 1926 | 1989 | 2002 | 2010 |
| ---- | ---- | ---- | ---- |
| 979  | ↘184 | ↘142 | ↘87  |

Гендерный состав
По данным Всероссийской переписи населения 2010 года 42 мужчины и 45 женщин из 87 чел.
Национальный состав
Согласно результатам переписи 2002 года, в национальной структуре населения русские составляли 94 %.

## Инфраструктура
В деревне функционировал  фельдшерско-акушерский пункт до 1990 года .

## Улицы
Уличная сеть деревни состоит из одной улицы . (ул. Береговая).